# 磐紀一郎
磐 紀一郎（ばん きいちろう、1938年12月24日 - 2021年11月29日 ）は、日本の作家、アニメスタッフ。
石津 嵐（いしづ あらし）の筆名でも活動。日本の女優・声優の石津彩は次女。アニメ美術監督の石津節子は元妻。

## 経歴
福島県いわき市生まれ。生まれたのが嵐の夜だったため、網元だった父に嵐と命名される。演劇青年で日本大学芸術学部中退後、友人と劇団を立ち上げたが、失敗の連続から野宿生活をするまでに食い詰める。そうした生活を送る中で「アニメーション映画スタッフ募集」という虫プロダクションの新聞広告を見つけて、応募。アニメについての知識は皆無で社長が手塚治虫であることも知らずに、映画の仕事が出来ると思って応募し、1962年暮れに虫プロダクションへ入社する。入社してすぐに放送開始が迫っていた『鉄腕アトム』の制作進行を担当。りんたろうが『鉄腕アトム』第26話で演出デビューする際には石津が手伝い、肩書きが演出助手となる。1965年5月1日放送の『鉄腕アトム』第117話「史上最大のロボットの巻 (後)」でアニメ脚本家デビュー。後に文芸演出課へ異動した。文芸演出課を演出課と文芸課に分割した際は初代の文芸課長を務めた。豊田有恒とは同い年で仲が良く、豊田がスパイと疑われたW3事件では文芸課長だった石津のみが唯一豊田を擁護してかばった。
虫プロの利潤追求の体制変更に失望して1966年初秋に退社。退社する時点には『鉄腕アトム』のチーフ・ディレクターを務めていた。1年ほど病で療養生活を送った後、豊田の紹介で1967年に『冒険ガボテン島』『ふしぎなメルモ』などのシナリオライターを経て、旺文社の『中一時代』から『中三時代』などにジュブナイルを発表。1974年に豊田からの依頼による『宇宙戦艦ヤマト』の小説化で本格的に作家活動を始める。
ハードカバーを経て、1975年11月ソノラマ文庫創刊時に刊行された『宇宙戦艦ヤマト』は1981年時点で43版と版を重ね、レーベルを牽引するベストセラーとなった。そのためその後しばらくはSF小説の依頼が相次ぎ、後に日本SF作家クラブ会員に。同時期には、虫プロ時代に結婚した当時の妻の石津節子とセツ・アドセンターというスタジオを設立。石黒昇、矢沢則夫、小森徹、棚橋一徳が1969年に設立したジャパン・アート・ビューロー（JAB）には顧問としてアドバイスした。豊田有恒が設立した創作集団パラレル・クリエーションでも無償で顧問を務めた。

## 人物
師と仰ぐ作家は手塚治虫と豊田有恒。虫プロ勤務時代のニックネームは「アオちゃん」、「アオさん」。豊田とは「有ちゃん」「あらし」と呼び合う関係だった。
虫プロ美術室にいる川崎節子（石津節子）に惚れて着流しで出社。当時の石津を演出課長だった山本暎一はでかい態度だったと語っている。『鉄腕アトム』の第20話では石津がモデルになったキャラクターが石津博士の名前で登場した。
斜め向かいの家に住んでいたことから、すがやみつるとは家族ぐるみの親戚のような付き合いになった。そのすがやとは、石津が原作、すがやの作画で朝日ソノラマの『マンガ少年』増刊号に、漫画「鳥よ、飛びたて!!」（1977年臨時増刊号「TVアニメの世界」）、「味覚との遭遇」（1978年臨時増刊号「SFTV・コミック・アニメ・映画の世界」）の2本が掲載された。

## 著書

### 石津 嵐 名義
- 『宇宙戦艦ヤマト 地球滅亡編』（豊田有恒原案、朝日ソノラマ） 1974 - ハードカバーで刊行後、ソノラマ文庫立ち上げ時に全1巻で刊行
- 『宇宙戦艦ヤマト 地球復活編』（豊田有恒原案、朝日ソノラマ） 1975
- 『宇宙潜航艇ゼロ』（朝日ソノラマ） 1976
- 『悪知恵 : 危機脱出のパスポート』（朝日ソノラマ） 1977
- 『イシスの神』（朝日ソノラマ） 1978
- 『続・時間砲計画』（豊田有恒原案、鶴書房） 1978
- 『マルコ・ポーロの大りょこう』（宮本昌孝共著、朝日ソノラマ） 1979
- 『青き惑いの午後』（鳩の森書房） 1979
- 『過去を狩る人』（鳩の森書房） 1979
- 『火の鳥2772 愛のコスモゾーン』全2巻（手塚治虫原作、朝日ソノラマ） 1980
- 『虫プロのサムライたち アニメ風雲録』（双葉社） 1980
- 『秘密の手塚治虫 世界に通用する男の生き方』（太陽企画出版） 1980
- 『孤狼よ! 遠き残照に哭け』（太陽企画出版） 1981
- 『闇を狩る者』（有楽出版社） 1983
- 『人狩りの街』（角川書店） 1983
- 『暗黒還流』（角川書店） 1985　ISBN 4-04-775002-6
- 『魔戦呪縛島』（有楽出版社） 1986　ISBN 4-408-57059-1

#### 「キャプテン・シャーク」シリーズ
- 『宇宙海賊船シャーク』（朝日ソノラマ） 1976
- 『宇宙の放浪者』（朝日ソノラマ） 1977
- 『宇宙の孤星』（朝日ソノラマ） 1978

TVアニメ『鉄腕アトム』『冒険ガボテン島』、特撮テレビドラマ『キャプテンウルトラ』などで脚本を執筆している放送回もある。

### 磐 紀一郎 名義
- 『元禄豺狼伝おぼろ』（徳間書店） 1996　ISBN 4-19-860580-7
- 『四ツ目屋闇草紙』（学習研究社） 2001　ISBN 4-05-900086-8
- 『悉皆屋鬼次やみばなし』（ベストセラーズ） 2006　ISBN 4-584-36555-5
- 『虫プロてんやわんや 誰も知らない手塚治虫』（柴山達雄, 小林準治, 高橋良輔, 真佐美ジュン, 河井竜共著、創樹社美術出版） 2009　ISBN 978-4-7876-0064-6

#### 「吉宗影御用」シリーズ
- 『吉宗影御用』（徳間書店） 1995　ISBN 4-19-860288-3
- 『吉宗影御用2 江戸城大変』（徳間書店） 1995　ISBN 4-19-860404-5
- 『老虎大難 吉宗影御用』（徳間書店） 1998　ISBN 4-19-860795-8
- 『陰陽の城 吉宗影御用』（ベストセラーズ） 2006　ISBN 4-584-36582-2 - 上掲『江戸城大変』の増補改訂版

## 関連図書
- 『TVアニメ創作秘話 ～手塚治虫とアニメを作った若者たち～』（宮崎克原作、野上武志作画、秋田書店、少年チャンピオン・コミックス・エクストラ） 2019.5

インタビューに基づいた虫プロ時代の状況を描いた漫画を含む。